# Napierski (nazwisko)
Napierski (forma żeńska: Napierska; liczba mnoga: Napierscy) – polskie nazwisko. Na początku lat 90. XX wieku w Polsce nosiły je 707 osoby, według nowszych, internetowych danych noszą je 642 osoby. Nazwisko pochodzi od słowa napierać albo od nazwy miejscowej Napiórki lub Napierki i jest najbardziej rozpowszechnione w północniowo-środkowej Polsce.

## Znane osoby noszące to nazwisko
- Aleksander Kostka-Napierski (1617–1651) – oficer wojsk koronnych;
- Karol Napierski (ur. 1940) – polski prawnik i prokurator;
- Stefan Napierski (1899–1940) – polski poeta, tłumacz i eseista.